# Cacciata di Gioacchino
La Cacciata di Gioacchino è un affresco (200x185 cm) di Giotto, databile al 1303-1305 circa e facente parte del ciclo della Cappella degli Scrovegni a Padova. È l'affresco in cui hanno inizio le storie, in particolare quelle di Gioacchino e Anna, e fu probabilmente il primo ad essere dipinto dell'intero ciclo, dopo l'affrescatura della volta.

## Descrizione e stile
Le Storie di Gioacchino e Anna si ispirano al Protovangelo di san Giacomo e allo Pseudo Matteo (in latino) e al De Nativitate Mariae, che si ritrovano poi anche, rielaborati, nella Leggenda Aurea di Jacopo da Varazze. Modelli iconografici furono poi manoscritti miniati di origine bizantina, magari attraverso le derivazioni occidentali, anche se l'artista rinnovò profondamente tali modelli applicando la sua sensibilità moderna, in linea con i principi degli ordini mendicanti.
Una consuetudine ebraica riteneva le coppie sterili ignominiose poiché non benedette da Dio e quindi indegne di sacrificare nel Tempio. L'anziano Gioacchino, che non ha avuto figli, si era infatti recato per portare un agnello e ne viene scacciato da un sacerdote (riconoscibile per il particolare copricapo arrotolato). All'interno del Tempio, dall'architettura che ricorda le basiliche romane, un altro sacerdote sta invece benedicendo un giovane, per contrasto con la vicenda di Gioacchino: il dramma psicologico e umano dell'anziano è così evidenziato più che mai, nell'eloquenza di gesti e espressioni.
Il Tempio di Gerusalemme è rappresentato come il presbiterio di una chiesa cristiana prima della Controriforma: un'architettura aperta circondata da un alto parapetto con specchiature marmoree, dal quale si levano un ciborio arnolfiano e una sorta di pulpito con una scaletta che lo raggiunge. Vi sono presenti linee di forza che guidano l'occhio dell'osservatore verso i fulcri narrativi. L'artista dispose l'architettura con uno scorcio sfasato orientando l'azione verso destra, in modo da assecondare la lettura delle storie: la scena si trova infatti nel registro superiore della parete destra in angolo con l'arcone della parete dell'altare e la scena successiva si sviluppa appunto verso destra. La stessa architettura, ma con un punto di vista diverso, ricompare anche nell'affresco della Presentazione di Maria al Tempio. 
Sulla testa dei due sacerdoti, quello all'interno del recinto, che verosimilmente sta benedicendo un giovane padre, e quello che sta allontanando Gioacchino, Ruben (il nome lo conosciamo dal vangelo dello pseudo-Matteo), ci sono i tefillin o filatteri. Si tratta di piccole scatolette in cuoio contenenti passi dell'Esodo e del Deuteronomio (Ex. 13, 1-10; Dt. 6, 4-9, 11,13-21) che ancora oggi gli Ebrei mettono sulla testa e sul braccio sinistro durante le cerimonie religiose.
La stesura è morbida con un uso intenso dei colori e un sapiente uso delle luci e delle ombre per creare sia la plasticità delle figure, sia la profondità spaziale (si veda la colonnina tortile in ombra del ciborio). Come sottolineò Luciano Bellosi, straordinario è l'equilibrio tra la classicità composta derivata dall'esempio dell'antico e l'eleganza raffinata ispirata al gotico francese, con un tono della narrazione "solenne e alto, ma disteso e sereno". Paradigmatico è poi, in questa come in altre scene, il rapporto organico tra architettura e figure, ottenendo il risultato di un complesso unitario. 
I restauri hanno evidenziato pentimenti nella testa del giovane, che è stata rifatta, e nell'architettura in alto a destra.